# Bakans
Bakans (lv. Bakanu ezers) ist ein lettischer See und liegt im Verwaltungsbezirk Madonas novads. Die nächstgelegene Gemeinde ist Jaunbakani und die nächste größere Stadt in der Nähe ist Dzelzava.
In den 1930er-Jahren wurde im See eine alte Siedlung gefunden.